# مجن
مُجِن از شهرهای طبری مازندرانی نشین استان سمنان ایران است. که در جنوب شرقی شهرستان گرگان قرار گرفته است.
شهر مُجِن بناهای پلکانی و معماری ویژه شبیه به شهر ماسوله گیلان دارد. که به ماسوله کوهستانی ایران معروف است. و در بافت‌های قدیمی این شهر دیوارها و سقف اتاق‌ها با خاک قرمز و زرد تزئین شده است. شغل اکثر مردمان شهر مُجِن، کشاورزی، باغداری و دامداری است. محصولات باغی آن شامل زردآلو، هلو، شلیل، گیلاس، آلبالو، سیب، انگور، گردو، بادام است. محصولات کشاورزی آن شامل سیب زمینی، گندم وجو است.

## جغرافیا و اصالت مردمان شهر مُجِن
این شهر در شمال شرقی استان سمنان و در جنوب شرقی استان گلستان و شهرستان گرگان قرار گرفته است. اصالت مردمان شهر مُجِن (قومیت طبری) مازندرانی است و از اقوام مهاجر طبری گرگانی ،هزارجریبی و سوادکوهی هستند و به گویش مُجِنی که گویشی از زبان مازندرانی است سخن می‌گویند. اما گویش طبری این شهر در حال واژگون شدن است به دلیل آنکه گویش طبری این شهر مقدار کمی تحت تأثیر سنگین زبان فارسی‌گرگانی وفارسی شاهرودی قرارگرفته است. با این حال گویش طبری شهر مُجِن هنوز هویت، فرهنگ، سُنتها واصل و نسب مازندرانی خود را حفظ کرده است و هنوز فرهنگ وآداب ورسومات طبری این شهر پابرجاست. مُجِن تا قبل از تقسیمات کشوری تا سال ۱۳۵۵ جزو استان مازندران و شهرستان گرگان بود و مرکز آن شهر ساری بود. و بعد از تقسیمات از استان خود مازندران و شهرستان گرگان جدا شد واین شهر جزو شهرستان شاهرود قرارگرفت.

## مناطق دیدنی گردشگری شهر مُجِن
- چشمه آب درگویی
- چشمه گرآب
- چشمه هفت رنگ
- آبشار تنگه داستان
- آبشار تنگه اسمال
- آبشار تنگه تاریک
- آبشار سوری
- سد تنگه تاریک
- مقبره پیر
- منطقه گردشگری تجر «فرحزاد» (چشمه آب سیاه و چشمه پالیزو)
- چشمه آب درخانیاب (که روستای درخانیاب و باغستان‌های ان بسیار زیبا و دلنشین می‌باشد) از جاهای دیدنی دیگر در شهر مجن محله سرزیارت می‌باشد که بر روی انتهای شمالی و جنوبی یک رشته کوه قرار دارد و این رشته کوه به صورت یک یال بین ۲ رودخانه پی حصار و پیش ده قرار دارد و محله (سرزیارت) در ارتفاع حدود ۸۰ متری بر روی این رشته کوه از نقطه ورودی شهر مجن قرار دارد منازل مسکونی به صورت پله‌ای بر روی هم قرار داشته و اکثراً پشت بام یک ساختمان، حیاط ساختمان مسکونی بالایی می‌باشد و هم در جهت جنوبی و هم در جهت شمالی این رشته کوه ساختمان‌ها به صورت پله پله قرار داشته و زیبایی خاصی را دارا هستند و به ویژه اینکه این محله از مجن، اغلب منازل مسکونی با بافت و معماری قدیمی بوده و از خشت و سنگ با پوشش کاه و گل ساخته شده‌اند. همچنین مقبره عارف قدیمی پیر (که گفته شده این پیر از شاگردان بنام عارف مشهور ایرانی ابوالحسن خرقانی بوده است) و حسینیه‌های قلعه بالا و قلعه پایین نیز در این شهر واقع شده‌اند.

## نگارخانه شهر مُجِن

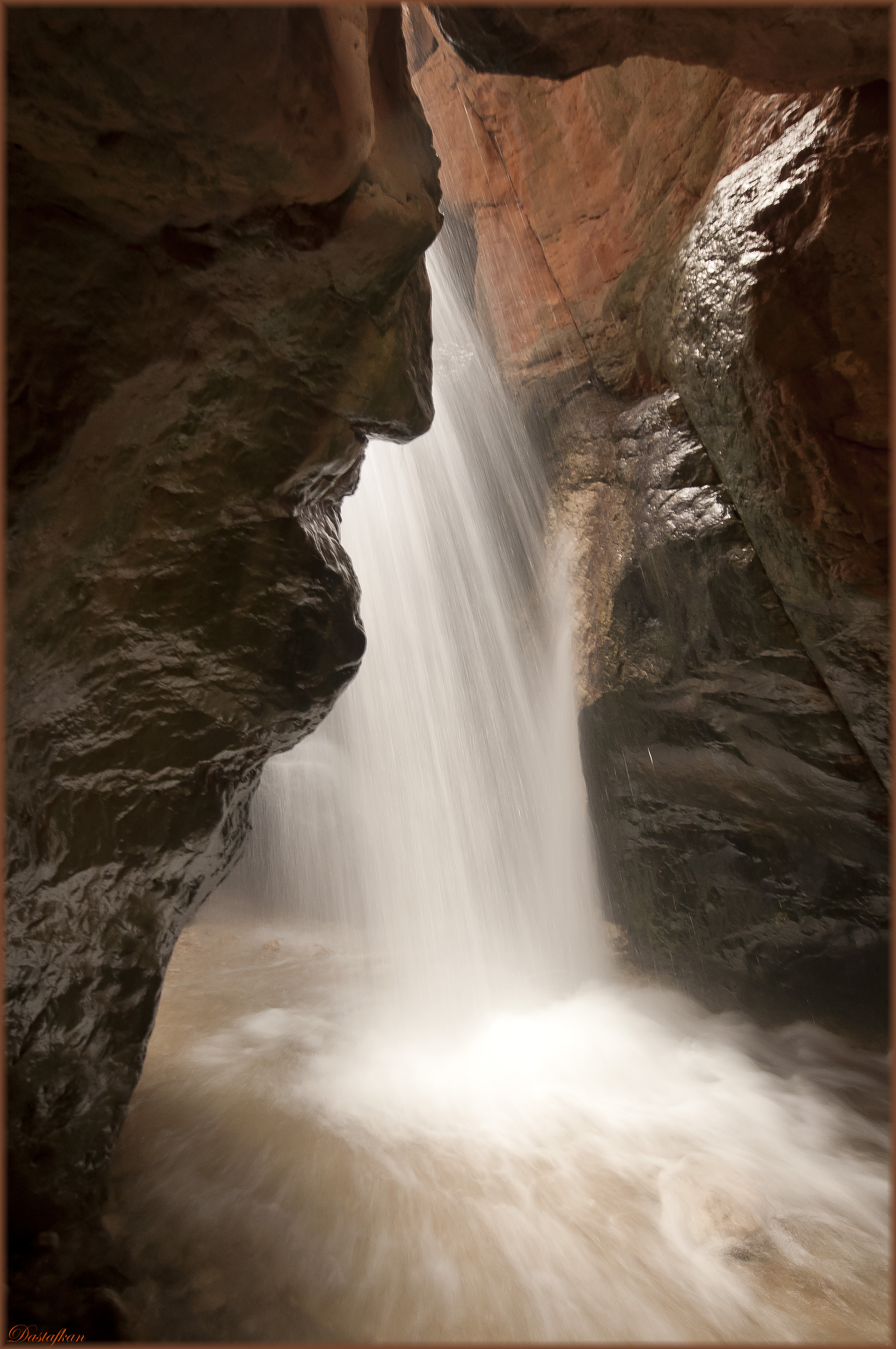
نمای روبرو آبشار تنگه داستان مُجِن
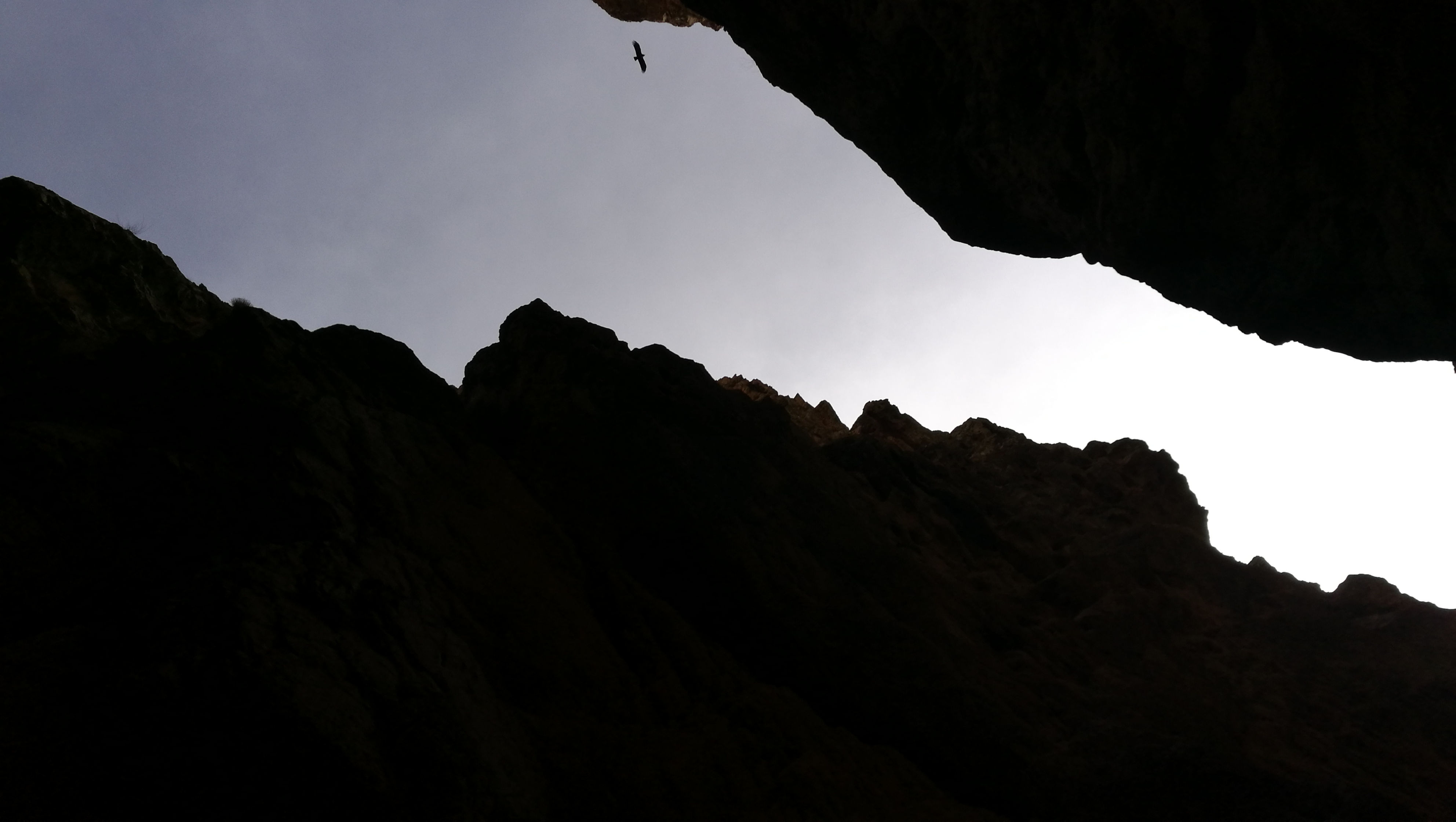
نمای آسمان آبشار تنگه داستان مُجِن
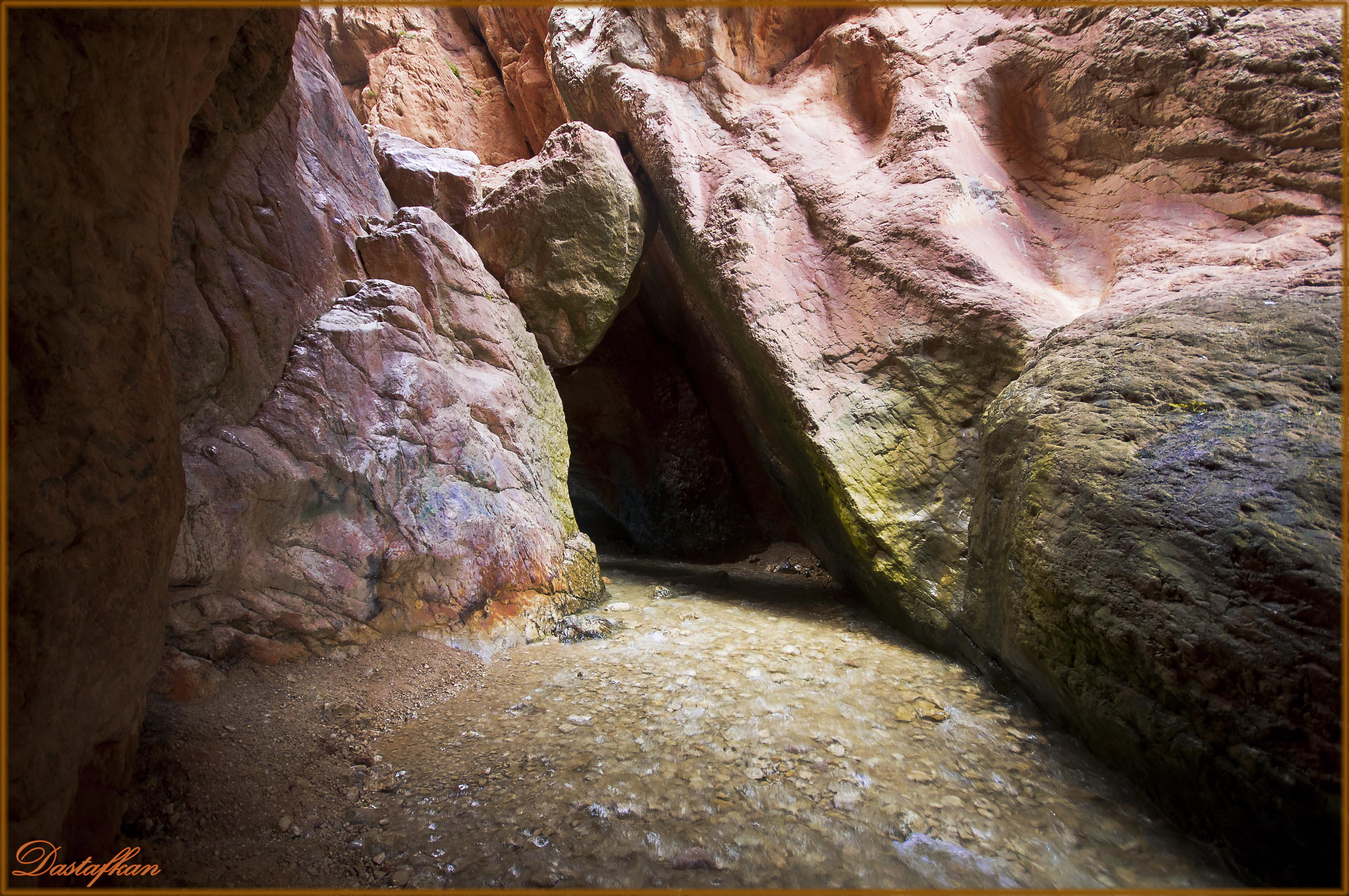
نمای ورودی رسیدن به آبشار مُجِن
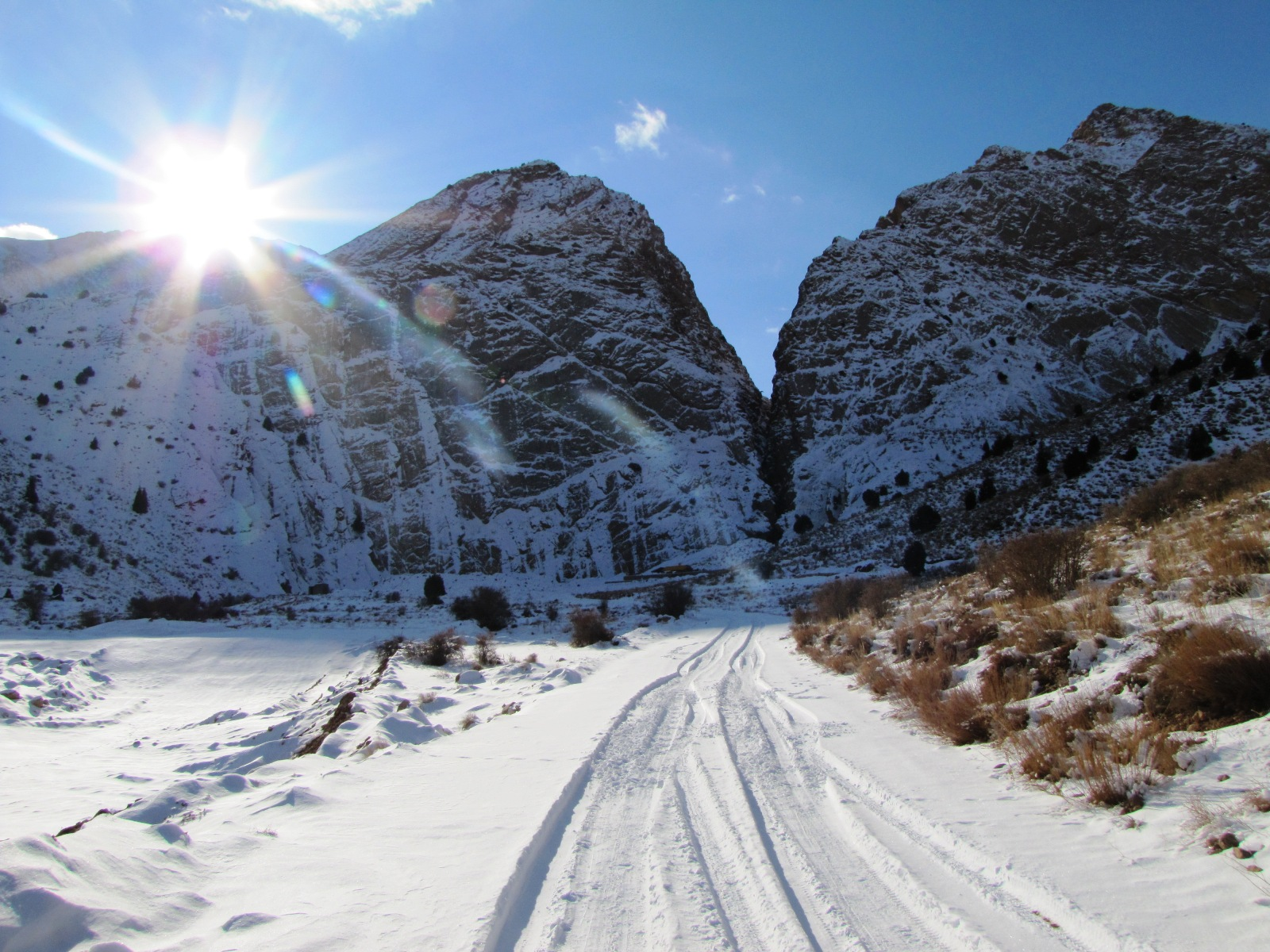
نمای زمستانی بسیار زیبا مُجِن

## طوایف طبری گرگانی و طبری هزارجریبی شهر مُجِن
طوایف‌طبری گرگانی و هزارجریبی شهر مُجِن به طوایف، عباسی، سرزیارتی، زیارتی، گلدسته، سلطانی، عسگری، سهرابی، سهرابیان، شهابی، رستمی، برزگر، بهزادی، باقری، میرباقری، ملک، ملکی، برجسته‌ملکی، نوشک، هخامنش، جعفری، حسنی، گرایلی، رجب‌پور، ملک‌پور، بهرام‌پور، حسینی‌پور، پهلوری، ابراهیمی، اکبری، اصغری، خلیلی، کوهی، دامغانی، قادری، سلیمانی، سلمانی، شعبانی، صادقی، رضایی، گرزین، زارع، زارع‌مجنی، کریمی، کریم‌مجنی، مجنی، علمشاهی، علیخانی، خانعلی، غریب، عرب، عربی، عربو، ضللی، نوروزی، کامکار، کردی، کریمیان، کوهساری، دادگستری، حیدری، مهدوی، مرادی، سروی، محمدخانی، اسماعیلی، مهرپور، صحرایی، نیکان، نصیری، نیاکان، ناصری، عاشور، یعقوبی، یوسفی، جلالی، تاشی، ملانجفی، هاشم‌نژاد، وفادوست… و دیگر تمامی طوایف مُجِن تقسیم می‌شوند.

## طایفه طبری سوادکوهی شهر مُجِن
تنها طایفه طبری سوادکوهی شهر مُجِن طایفه گلی و کیانی هستند. که از منطقه نیاکانشان دوآب سَوادکوه به شهمیرزاد و سپس به گرگان و بعد به این منطقه برای دامداری مهاجرت کردند. طایفه گلی در دیگر شهر های استان مازندران و نواحی مازندرانی نشین استان سمنان در خطیرکوه ، تمام‌کوه ، هیکوه ، فینسک ، پرور ،رودبارک ،چاشم ، فولادمحله، و شامرزا ساکن هستند.